# Uellendahl-Katernberg
Uellendahl-Katernberg is een wijk in de stad Wuppertal en behoort tot het grootste stadsdeel van de stad, Elberfeld. Het is een wijk zonder historische kernen, gebouwd ten noorden van het stadscentrum. Uellendahl-Katernberg, ook wel 'Stadtbezirk 2' genoemd, telt ruim 37.000 inwoners.

## Indeling
| - Uellendahl-Katernberg - 20 Uellendahl-West - 21 Uellendahl-Ost - 22 Dönberg - 23 Nevigeser Straße - 24 Beek - 25 Eckbusch - 26 Siebeneick | Indeling van de wijk |